# المسيحية في إستونيا

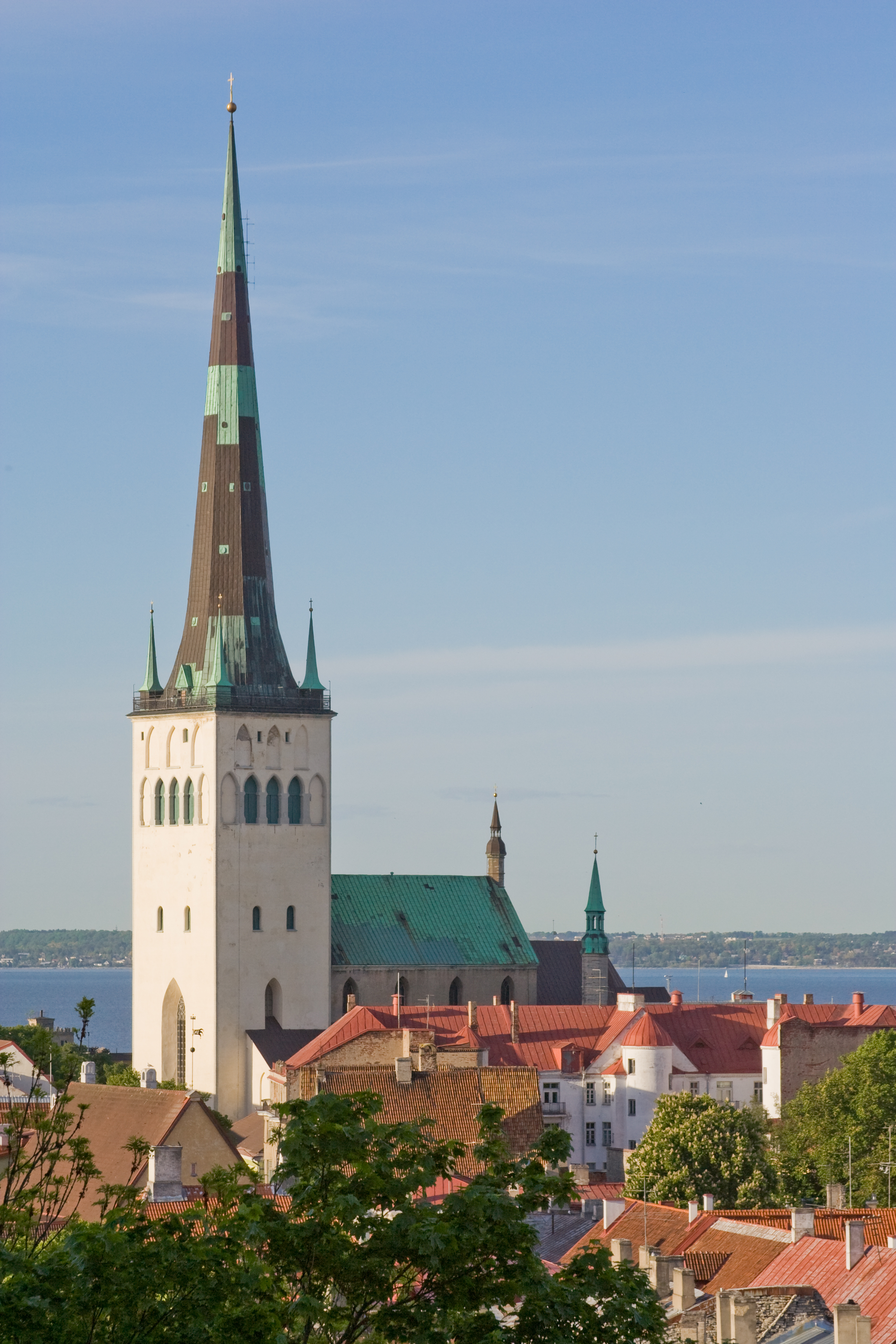
كنيسة القديسة أولاف في تالين.

تعود جذور المسيحية في إستونيا إلى القرن الثالث عشر، مع تنصر البلاد من قبل فرسان تيوتون. ومنذ عصر الإصلاح البروتستانتي كانت إستونيا تقليديًا بلد بروتستانتي على المذهب اللوثري. يضمن الدستور في إستونيا حرية الدين، والفصل بين الكنيسة والدولة، والحقوق الفردية لخصوصية العقيدة والدين. وتتمتع إستونيا بتاريخ ديني غني ومتنوع، ولكنها أصبحت في السنوات الأخيرة علمانية على نحو متزايد.
تعد إستونيا واحدة أقل دول العالم تدينًا، مع 14% من السكان يعلنون أن الدين يشكل جزءًا هامًا من حياتهم اليومية. معظم السكان الذين ينتمون إلى ديانة هم مسيحيون في الغالب؛ وينتمون في الغالب إلى المذهب اللوثري والأرثوذكسي. وفقًا لرينجو رينجفي، «لم يلعب الدين قط دورًا مهمًا في ساحة المعركة السياسيَّة أو الإيديولوجيَّة» وأن «الإتجاهات التي سادت في أواخر الثلاثينيات من القرن العشرين من أجل توثيق العلاقات بين الدولة والكنيسة اللوثرية تم إنهاؤها مع الاحتلال السوفيتي في 1940». ويذكر أيضًا أنه في ظل السياسة السوفيتية والتي إتخذت من الإلحاد العقيدة الرسمية والتي منع خلال هذه الفترة العبادة وتعرض المسيحيين للإضطهاد مما أدّى «إلى كسر سلسلة التقاليد الدينية لدى معظم الأسر». قبل الحرب العالمية الثانية، كان حوالي 80% من سكان إستونيا من البروتستانت؛ والغالبية العظمى منهم اتبعت الكنيسة اللوثرية. وكانت تُعتبر الكنيسة الإستونية اللوثرية الكنيسة الوطنية للبلاد.
بحسب تعداد السكان لعام 2011 شكل المسيحيين حوالي 28.3% من السكان بالمقارنة مع 28.6% من تعداد السكان لعام 2001، وبين تعداد السكان في عام 2001 وعام 2011، تجاوزت الأرثوذكسية الشرقية اللوثرية لتصبح أكبر طائفة مسيحية في البلاد بسبب تزايد المعتقدات الإلحادية بين الاستونيين. علمًا أنه لا تزال اللوثرية هي المجموعة الدينية الأكثر شعبية بين الإستونيين الإثنيين، في حين تمارس الأرثوذكسية الشرقية أساسًا من قبل الأقلية الروسية في الغالب.

## تاريخ

### العصور الوسطى

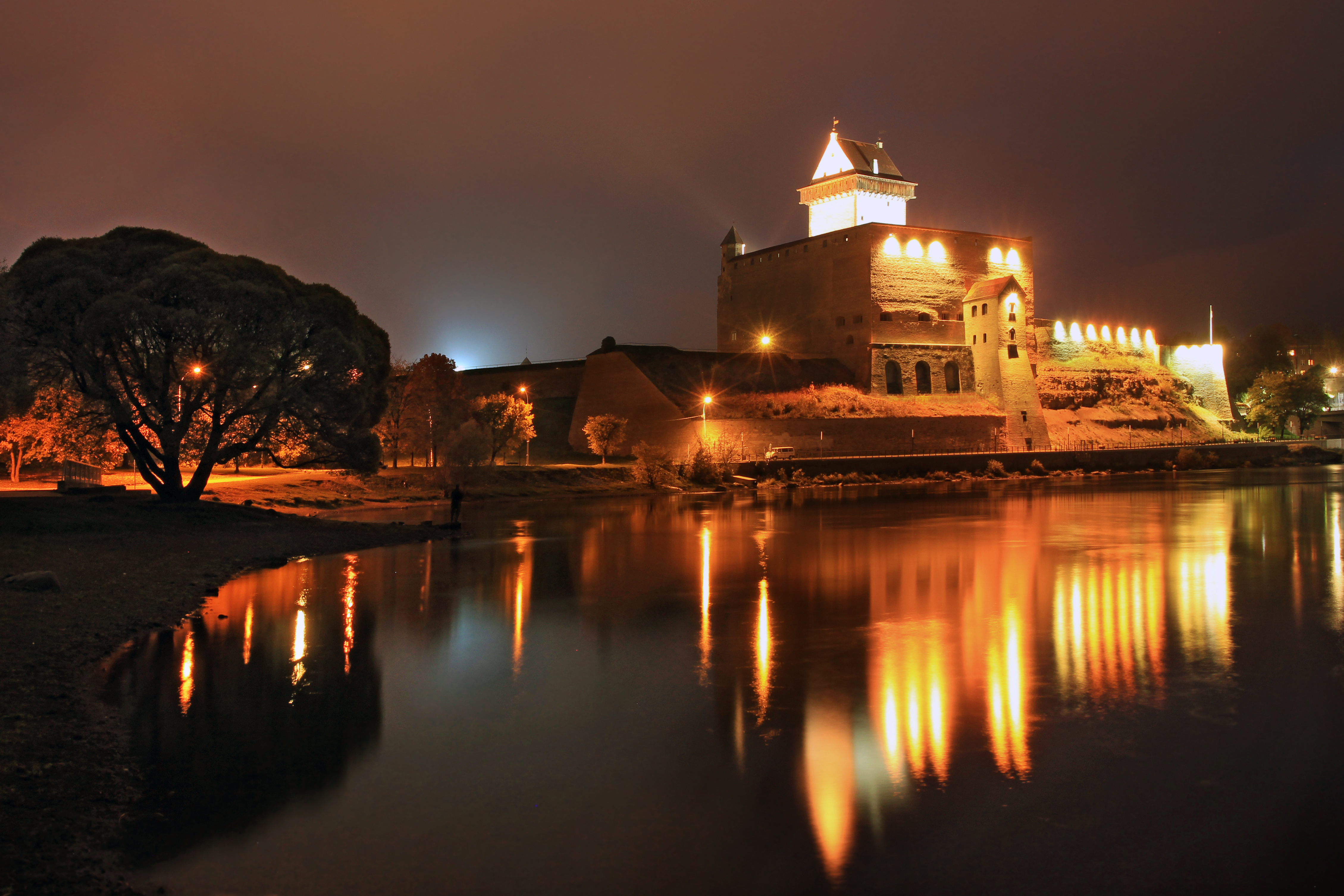
قلعة هيرمان في نارفا؛ كانت مقر فرسان تيوتون.

كانت إستونيا واحدة من الزوايا الأخيرة في أوروبا في العصور الوسطى التي أصبحت مسيحية. في عام 1199 أعلن البابا إينوسنت الثالث حملة صليبية «للدفاع عن مسيحيي ليفونيا». ووصل القتال إلى إستونيا في عام 1206، عندما غزا الملك الدنماركي فالديمار الثاني دون نجاح ساريما. بدأ أخوة السيف الليفونيون الألمان، والذين أخضعوا في السابق الليفونيين واللاتغاليين والسيلونيين، حملتهم ضد الإستونيين في عام 1208، وخلال السنوات القليلة القادمة شن الجانبان العديد من الغارات والغارات المضادة. في عام 1219، هبط فلاديمير الثاني في الليندينز، وهزم الإستونيين في المعركة، وبدأ في غزو شمال إستونيا. وفي العام التالي، غزت السويد إستونيا الغربية، ولكن تم طردها من قبل الأوزيليين. في عام 1223، طردت ثورة كبيرة كل من الألمان والدنماركيين من إستونيا بأكملها، بإستثناء منطقة ريفال، لكن سرعان ما استأنف الصليبيون (أخوة السيف الليفونيون) هجومهم، وفي عام 1227، كانت جزيرة ساريما آخر مقاطعة تستسلم.
بعد الغزو بدأت عمليات تنصرت البلاد من قبل فرسان توتوني في القرن الثالث عشر، تحوَّل كل ما تبقى من الوثنيين المحليين في استونيا إلى المسيحيَّة ظاهريًا. وتم تأسيس دولة كنسية دعيت باسم تيرا ماريانا. وقد قام الفاتحين المسيحيين بالسيطرة على البلاد من خلال شبكة من القلاع ذات الموقع الاستراتيجي. بعد الحملة الصليبية، تم تسمية إقليم إستونيا الجنوبية الحالية ولاتفيا باسم تيرا ماريانا، ولكن في وقت لاحق أصبحت تعرف باسم ليفوني. وقسمت الأراضي بين فرع ليفونيان من نظام فرسان توتوني، وأسقف دوربات (بالإستونيَّة: Tartu piiskopkond) وأسقف ساري-لان بيسكوبكوند (بالإستونيَّة: Saare-Lääne piiskopkond). وأعطيت مدينة تالين حقوق لوبيك في عام 1248 وانضم إلى الرابطة الهانزية في نهاية القرن الثالث عشر. وفي عام 1343، بدأ شعب شمال إستونيا وساريما انتفاضة لليلة القديس جرجس ضد حكم مالكيها الناطقين بالألمانية.

### من عصر الإصلاح حتى القرن التاسع عشر

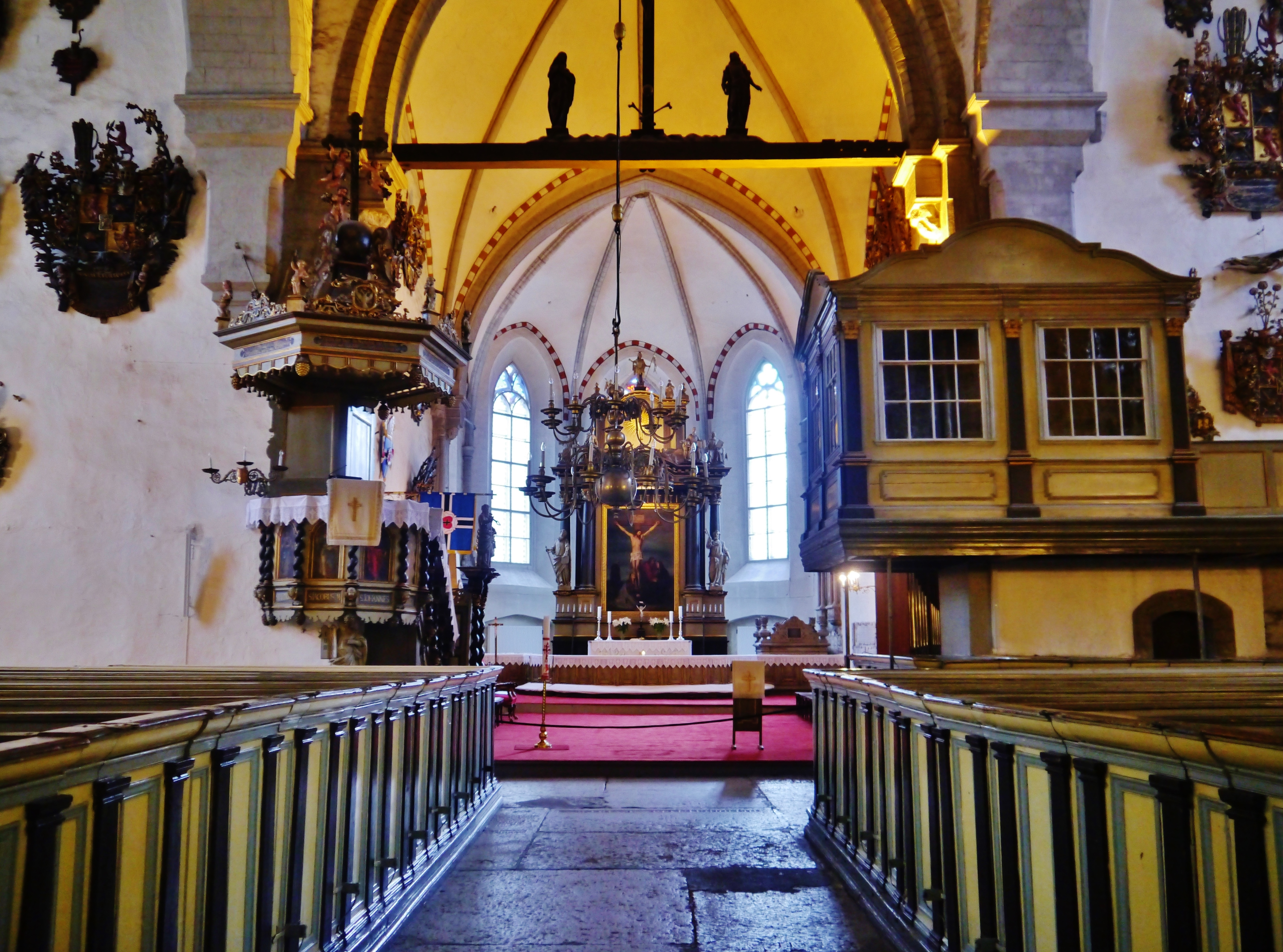
داخل كنيسة القديس مريم في تالين؛ أقدم كنيسة في البلاد.

بدأ الإصلاح البروتستانتي في أوروبا عام 1517 مع مارتن لوثر (1483-1546)، وسرعان ما امتد إلى ليفونيا على الرغم من معارضة النظام الليفوني. انتشرت البروتستانتية بشكل واسع في البلاد، ويرجع ذلك لعلاقة استونيا مع الدول الإسكندنافية، واستلهم الإصلاح في إستونيا وتنظيمه من قبل السلطات العلمانية والدينية المحلية والسويديَّة، وخاصةً بعد انتهاء حرب ليفونيان في عام 1582. في عام 1535، تمت طباعة أول كتاب موجود باللغة الإستونية، وهو كتاب تعليم مسيحي لوثري. وكانت المدن أول من اعتنق البروتستانتية في عقد 1520، وبحلول عقد 1530، تبنى غالبية النبلاء اللوثرية لأنفسهم ولأقنانهم الفلاحين. وأصبحت الطقوس الكنسية تُقام الآن باللغة العامية، والتي كانت تعني في البداية اللغة الألمانية، ولكن في عقد 1530، جرت أيضًا أولى الخدمات الدينية في اللغة الإستونية.
أدّى انتشار اللوثرية إلى محو الأمية بين الشباب، حيث شدّد المصلحين البروتستانت كل من مارتن لوثر وجان كالفن وغيرهم على أهمية التعليم. كما لعبت اللوثرية دور محوري في الفن الديني. ومع ذلك كان الفلاحين تقليديين وأكثر ارتباطًا مع التقاليد الكاثوليكية. ولعب الفلاحين دورًا في تأخر اعتماد المذهب الجديد. بعد عام 1600، بدأت اللوثرية السويدية السيطرة على المباني، وتأثيث وزخرفة الكنائس الجديدة. وقد صُممت الهندسة المعمارية للكنائس الآن لتشجيع الفهم الجماعي والمشاركة في الخدمات. تم تثبيت المقاعد لعموم الشعب لجعل الاستماع إلى الخطبة الدينيَّة أقل عبئًا، وغالبا ما ظهرت مذابح صوير العشاء الأخير، ولكن صور وتماثيل القديسين اختفت.
عززت النخبة الألمانية البلطيقية المذهب اللوثري في البلاد، وتشعبت اللغة والتعليم والدين والسياسة إلى حد كبير من الذهب اللوثري. وقد بدأت الخدمات الكنسيَّة باللغة المحلية، بدلاً من اللاتينية، وكتب الكتاب الأول باللغة الإستونية. تأسست رسميًا الكنيسة اللوثرية في استونيا عام 1686، وكانت اللوثرية دين الدولة حتى عام 1925.
أسفرت هزيمة السويد من قبل الإمبراطورية الروسية في الحرب الشمالية العظمى عن استسلام إستونيا وليفونيا في 1710، التي أكدتها معاهدة نيستاد في 1721، وثم فرضت الحكم الروسي على ما أصبح في وقت لاحق إستونيا الحديثة. ومع ذلك، فإن النظام القانوني، والكنيسة الإستونية اللوثرية، والحكومات المحلية والمدن، والتعليم ظل في الغالب باللغة الألمانية حتى أواخر القرن التاسع عشر وجزئيًا حتى عام 1918.
منحت الإمبراطورية الروسية امتيازات كبيرة لنبلاء البلطيق الألمان المقيمين في إستونيا، بما في ذلك حرية ممارسة عقيدتهم اللوثرية. خلال القرن الثامن عشر، بدأ النبلاء البولنديون ثم الليتوانيون الكاثوليك في الاستفادة من هذا الحق. عقد القداس الكاثوليكي الأول، بعد أكثر من مائة عام، في 18 يناير عام 1786. وكان هناك أقل من 300 كاثوليكي في إستونيا في ذلك الوقت. بدأت الكاثوليكية نهضتها، وفي 26 ديسمبر عام 1845، تم تكريس كنيسة تالين الكاثوليكية الجديدة، تلاها كنيسة تارتو الكاثوليكية الجديدة في عام 1899.

### العصور الحديثة

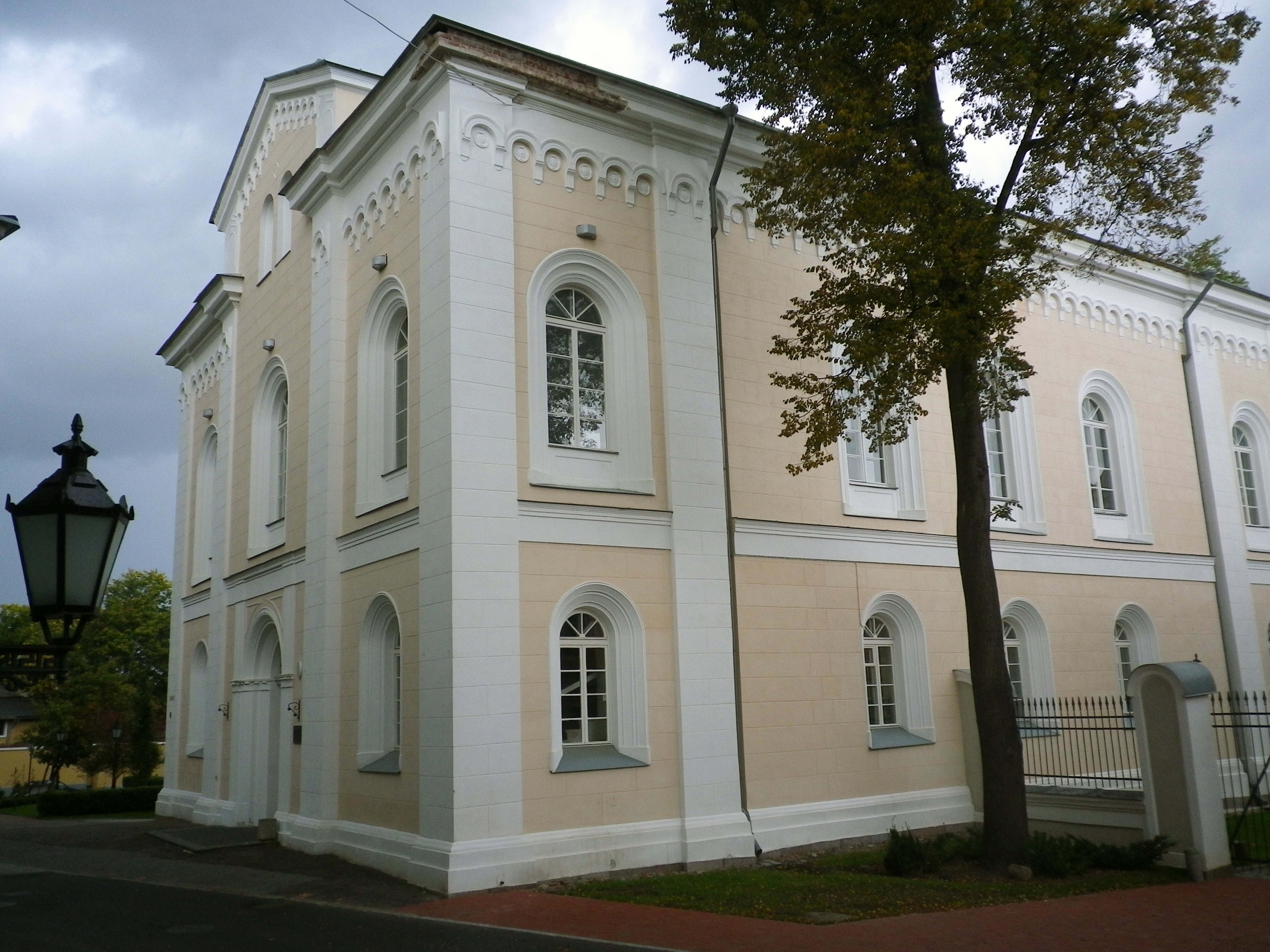
كنيسة جامعة تارتو؛ سيطر على كلية اللاهوت الألمان حتى عام 1882.

خلال القرنين السابع عشر والثامن عشر عندما فر العديد من المؤمنين القدامى من روسيا لتجنب الإصلاحات الليتورجية التي أدخلها نيكون بطريرك موسكو. في القرنين الثامن عشر والتاسع عشر، كانت إستونيا جزءًا من الإمبراطورية الروسية. في عقد 1850 تحول حوالي 65,000 من الفلاحين الإستونيين إلى الإيمان الأرثوذكسي، وتم بناء العديد من الكنائس الأرثوذكسية. وكان العصر الروسي من عشرينات القرن العشرين إلى عشيَّة الحرب العالمية الأولى العصر الذهبي للنخب الألمانية. كانوا يمتلكون معظم الأراضي والشركات، ويهيمنون على جميع المدن، وكان لها علاقات جيدة مع سلطات الإمبراطورية الروسية. كان الألمان من اللوثريين، وكذلك الغالبية العظمى من سكان إستونيا، ولكن الألمان كان لهم سيطرة كاملة على الكنائس اللوثرية. وكان للمرسلين البروتستانت من الكنيسة المورافية تأثير في القرن الثامن عشر على المجتمع، حيث قام المبشرين بترجمة الكتاب المقدس كاملًا إلى اللغة الإستونية. اشتكى الألمان من تلك العملية، لذلك حظرت الحكومة الإمبراطورية الكنيسة المورافية من عام 1743 إلى 1764. افتتحت هيئة التدريس اللاهوتية في جامعة تارتو مع أساتذة ألمان. وسيطر النبلاء الألمان المحليين على الكنائس المحليَّة ونادرًا ما استخدموا الخريجين الإستونيين، لكن تركت بصماتهم كمثقفين وقوميين إستونيين. في أربعينيات القرن التاسع عشر، كانت هناك حركة للفلاحين اللوثريين في الكنيسة الروسية الأرثوذكسية. وعارضت السطات القيصرية الحركة عندما أدركت أنهم يتحدون السلطات المحلية. أدى الطابع الألماني للكنائس اللوثرية نفور العديد من القوميين الإستونيين، الذين أكدوا على العلمانية في ثقافاتهم الفرعية. على سبيل المثال، قدمت مجتمعات الكورال بديلا علمانيًا للموسيقى الكنسية. ومنذ عام 1840، تحول الكثير من اللوثريين إلى المسيحية الأرثوذكسية مما أدى إلى ظهور مجتمع أرثوذكسي في إستونيا.

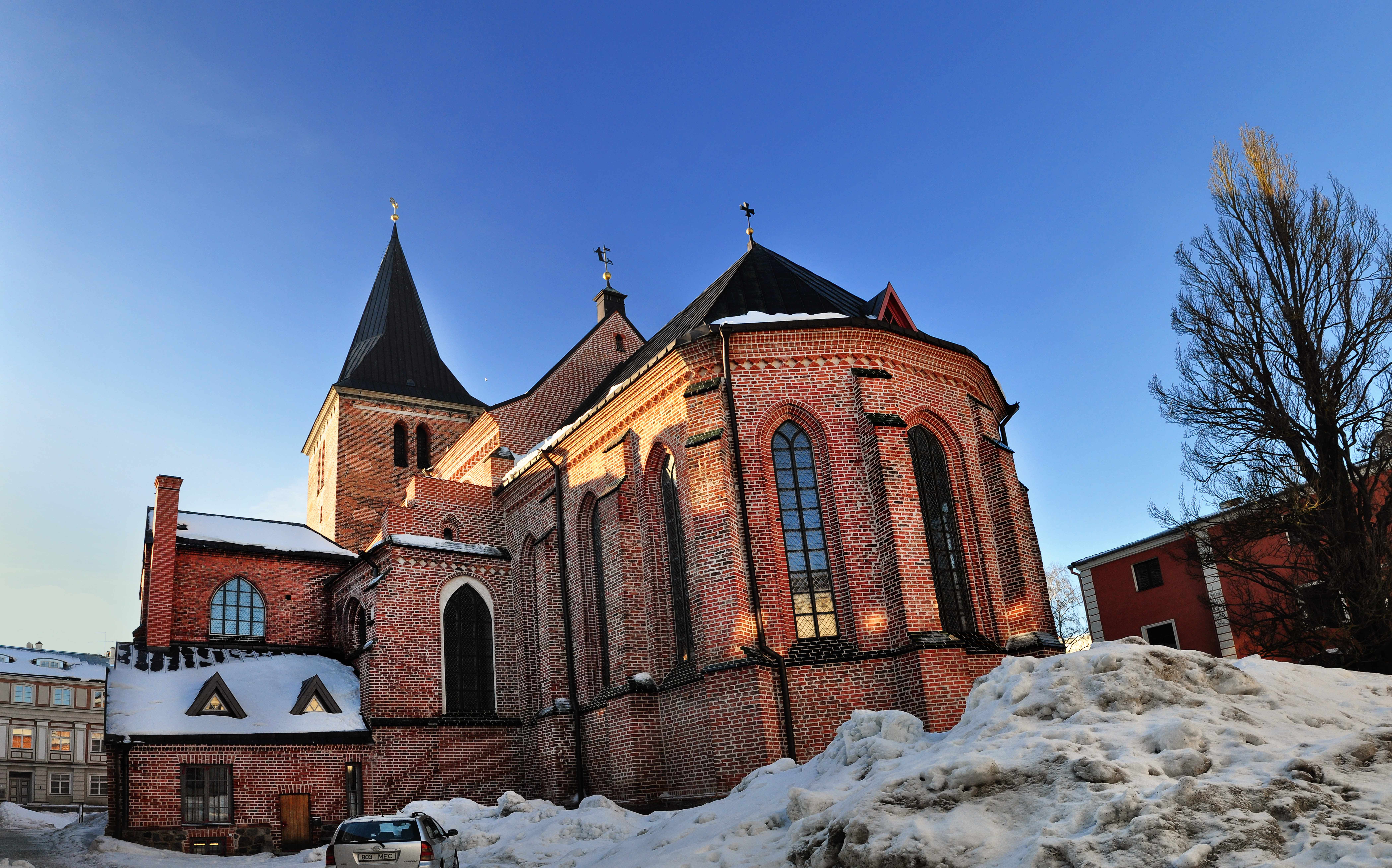
كنيسة القديس يوحنا المعمدان في تارتو.

بين عام 1918 حتى عام 1940 كان حوالي 80% من سكان إستونيا من أتباع الكنيسة الإستونيَّة اللوثريَّة، وحوالي 17% من أتباع الكنيسة الروسية الأرثوذكسية في حين انتمت البقية إلى الكنائس الحرة وأديان أخرى. في عام 1925 انفصلت الكنيسة عن الدولة، ولكن التعليم الديني بقي إلزاميًا في المدارس، وتم تدريب رجال الدين في كلية اللاهوت في جامعة تارتو. لكن مع عشية الاحتلال السوفيتي للبلاد، والتي اتخذت أطلقت حملة مناهضة للمسيحية رافقها فرض الإلحاد على السكان، فقدت الكنيسة أكثر من ثلثي رجال الدين، وتم حظر عمل الكنيسة مع الأطفال والشباب أو نشر الكتب الدينية، وتم تأميم ممتلكات الكنيسة، وأغلقت كلية اللاهوت. كتب ألديس بيرس، وهو أستاذ التاريخ في جامعة تورنتو أنه في إستونيا، وكذلك في لاتفيا، تم اتهام بعض رجال الدين المسيحيين الإنجيليين بمقاومة سياسة إلحاد الدولة من خلال الانخراط في أنشطة معادية مثل تهريب الكتاب المقدس. النص الذي يحمل عنوان العالم وشعوبه: إستونيا ولاتفيا وليتوانيا وبولندا، والذي نشره مارشال كافنديش، ينص على أنه بالإضافة إلى الحملة السوفياتية المعادية للأديان في إستونيا، والتي أدّت إلى مصادرة ممتلكات الكنيسة وترحيل علماء الدين المسيحيين إلى سيبيريا، العديد من «الكنائس دمرت خلال الاحتلال الألماني لإستونيا، من 1941 حتى 1944، وفي الحرب العالمية الثانية (1939-1945)».
كانت هناك كنيستان مسيحيتان أرثوذكسيتان في إستونيا وهي الكنيسة الإستونية الأرثوذكسية التي كانت جزءًا من بطريركية موسكو والكنيسة الإستونية الرسولية الأرثوذكسية التابعة لسلطة بطريرك القسطنطينية. في عام 1920 أصبحت الكنيسة الرسولية الأرثوذكسية مستقلة عن سلطة تيخون بطريرك موسكو. أدى إعادة احتلال دولة إستونيا من قبل الاتحاد السوفيتي إلى إنهاء الحكم الذاتي للكنيسة الإستونية الأرثوذكسية الإستونية، ومع ذلك، تم استعادة الحكم الذاتي في عام 1996 بعد أن استعادت إستونيا استقلالها من الاتحاد السوفيتي. بلغ عدد الكنيسة الاستونية الأرثوذكسية الاستونية خلال الحقبة السوفيتية حوالي 200,000 من بينهم 80% من الاستونيين الأصليين. يعتبر تحديد الهوية أحد التحديات الرئيسية التي يواجهها المسيحيون الأرثوذكس الحاليون في إستونيا. حيث تُصور أن المسيحية الأرثوذكسية كديانة روسية وبسبب تاريخ الغزوات الروسية لإستونيا يجعل من الصعب على الناس فهم الكنيسة الإستونية الرسولية الأرثوذكسية. إنَّ الانقسام بين الكنيسة الإستونية الأرثوذكسية والكنيسة الإستونية الرسولية الأرثوذكسية نسبي. يهيمن الإستونيين على الكنيسة الإستونية الرسولية الأرثوذكسية في حين أن غالبية أتباع الكنيسة الإستونية الأرثوذكسية هم من أصل روسي. التواصل والتعاون بين المؤمنين من الطائفتين في إستونيا هي ممارسة اجتماعية وتحدث على المستوى الفردي.

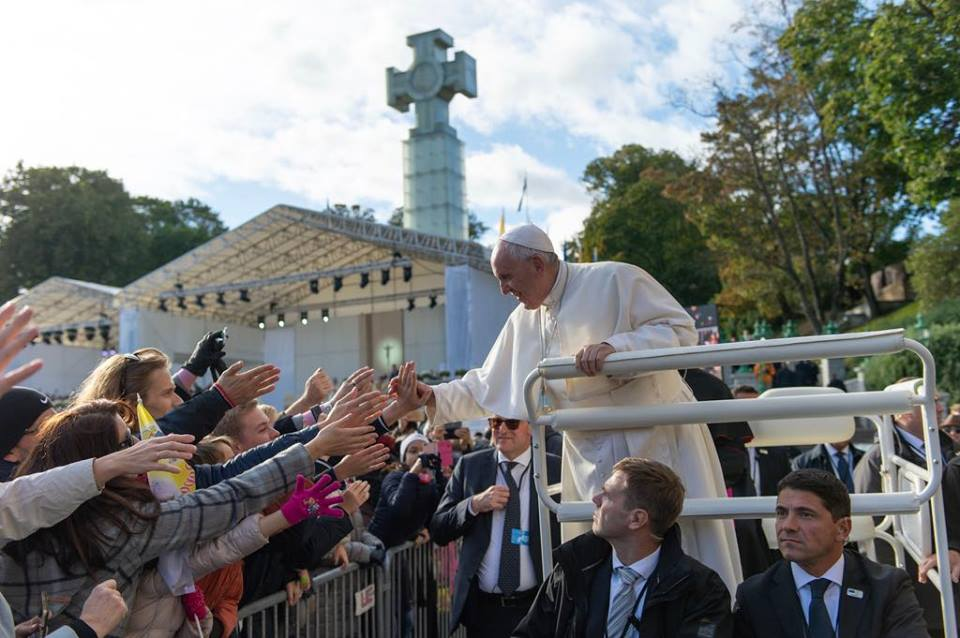
البابا فرنسيس خلال زيارته إلى إستونيا عام 2018.

بعد سقوط الاتحاد السوفياتي واستقلال إستونيا؛ تم إلغاء التشريع المناهض للأديان ونص الدستور على ضمان حرية الدين، والفصل بين الكنيسة والدولة، والحقوق الفردية لخصوصية العقيدة والدين، وعلى الرغم من انتشار اللادينية الواسع في البلاد الا أنّ التقاليد المسيحية ما تزال موجودة منها الاحتفال في عيد القديس يوحنا وعيد الميلاد وعيد الفصح. في سبتمبر من عام 2018 قام البابا فرنسيس بزيارة رعوية إلى دول البلطيق، وقال البابا فرنسيس في رسالة فيديو موجهة لشعوب الدول الثلاث «تصادف زيارتي مع الذكرى المئويّة لاستقلال بلدانكم والتي ستُكّرِم جميع الذين ومن خلال تضحياتهم في الماضي جعلوا الحريّة ممكنة في الحاضر». وخلال الزيارة إلى إستونيا التقى البابا فرنسيس ممثلين عن السلطات والمجتمع المدني، وكان من ضمنهم رئيسة البلاد كيرستي كاليولايد. وتحدث إلى الشباب خلال لقاء مسكوني في كنيسة شارل اللوثرية في تالين عاصمة إستونيا. تضم الكنيسة الإستونية اللوثرية على أعضاء محافظين وليبراليين، وهي تسمح برسامة النساء كهنة، على عكس الكنيسة الإنجيلية اللوثرية الأكثر محافظة في لاتفيا والكنيسة الإنجيلية اللوثرية في ليتوانيا. تعداد الطائفة الكاثوليكية في البلاد صغير نسبياً، ومع ذلك فقد شهدت زيادة سريعة منذ نهاية الحكم السوفيتي. معظم الكاثوليك هم من خلفية عرقية إستونية ولكن أيضًا العديد من الليتوانيين والبولنديين.

## ديموغرافيا

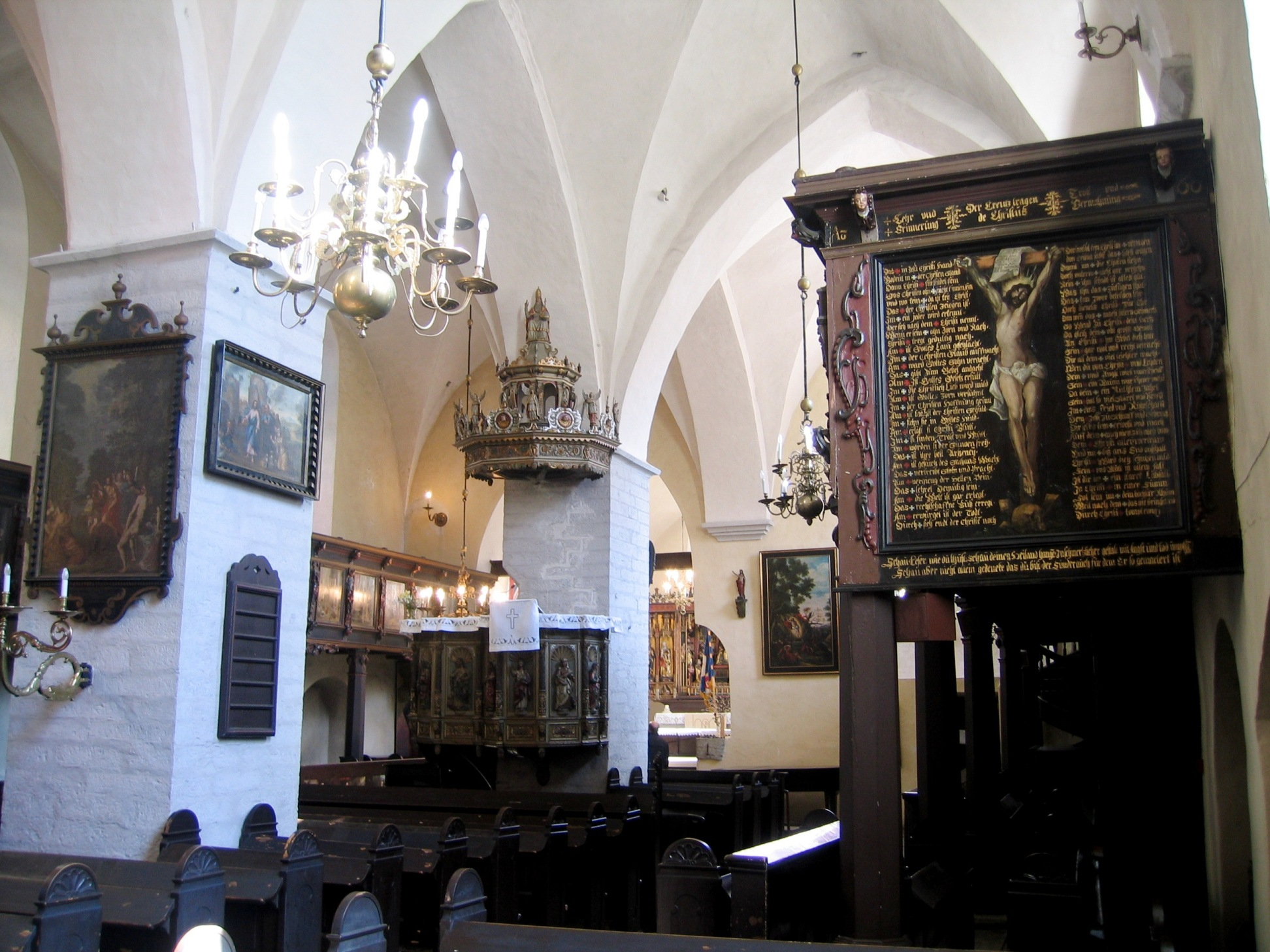
داخل كنيسة الروح القدس في تالين.

وفقًا لإحصائية أجريت عام 2011 انتمى حوالي 28.3% من سكان إستونيا إلى شكل من أشكال المسيحية مقابل 54% من السكان ملحدين. بالمقابل وجدت إحصائيّة معهد بيو سنة 2011 أن حوالي 39.9% من سكان إستونيا من المسيحيين أي حوالي 540,000 نسمة، وبحسب نفس الدراسة تأتي الكنيسة اللوثرية الإنجيليّة الإستونيّة في مقدمة الطوائف المسيحية وتليها الكنيسة الروسية الأرثوذكسية.
في دراسة يوروباروميتر سنة 2012 وجدت أن المسيحيّة تأتي في مقدمة الأديان في إستونيا، حيث يعتنق 45% من السكان الدين المسيحي، بحسب الدراسة الكنيسة الأرثوذكسية الشرقية هي أكبر جماعة مسيحية في إستونيا، ويتبعها 17% من المواطنين الإستونيين، في حين أتباع الكنيسة البروتستانتية يشكلّون حوالي 6% من مجمل المواطنين، ويشكل أتباع الطوائف المسيحية الأخرى حوالي 22% من مجمل المواطنين الإستونيين. في حين أن غير المؤمنين واللاأدريون يشكلون 22% من السكّان، والملحدين 15%، وبالمقابل 15% من المواطنين في إستونيا لم يعلنوا معتقادتهم.
بحسب دراسة مركز بيو للأبحاث في عام 2015 عرّف حوالي 51% من سكان إستونيا أنفسهم كمسيحيين، بالمقابل 45% من السكان كانوا لادينيين و2% من أتباع الديانات الأخرى، وتوزع المسيحيين بين 25% من أتباع الكنيسة الأرثوذكسية الشرقية، وحوالي 20% من أتباع الكنيسة اللوثرية، وحوالي 5% مسيحيين آخرين و1% من أتباع الكنيسة الرومانية الكاثوليكية. وفي العام نفسه، وجدت احصائية برنامج المسح الاجتماعي الدولي أن 57.0% من السكان الإستونيين أعلنوا أنهم ينتمون إلى طائفة مسيحية، منقسمين بين 27.6% يتبع الكنيسة الأرثوذكسية الشرقية، وحوالي 26.0% يتبع الكنيسة اللوثرية، وحوالي 3.3% ينتمي إلى الطوائف المسيحية الأخرى. بالمقابل وجدت الإحصائية أن حوالي 38.9% من السكان أعلنوا أنهم لادينيين.
أثرت الشيوعية سلبًا على الممارسة الدينيّة وعلى التدين في البلاد. وفقًا للإحصاء معهد دنتسو للاتصالات تُعّد استونيا واحدة من الدول الأقل تدينًا في العالم، مع 75.7% من السكان هم ملحدين. في استطلاع يوروباروميتر عام 2005 وجد أن فقط 16% من الإستونيين يؤمنين في الله، وهو نسبة في جميع بلدان الاتحاد الأوروبي.
وفقًا لدراسة قامت بها مركز بيو للأبحاث عام 2016 تحت اسم الدين والتعليم حول العالم يُعتبر مسيحيي إستونيا واحدة من المجتمعات المسيحيَّة الأكثر تعليمًا حيث أن حوالي 46% من المسيحيين في إستونيا حاصلين على تعليم عال ومن حملة الشهادات الجامعيَّة. وفقاً لتعداد سكان عام 2021 كانت الأرثوذكسية واللوثريه الطوائف الأكثر شيوعا في البلاد، وبحسب التعداد كان هناك أكثر احتمالية لكبار السن والنساء والأشخاص الحاصلين على تعليم عالٍ في الإنتماء لديانة أو للمسيحية. كما وبحسب التعداد فإن المواطنين من أصول سلافية أكثر تديناً من المواطنين من أصول إستونية، حيث قال أكثر من 62.3% من المواطنين من أصول روسية أنهم مسيحيين بالمقارنة مع 19.5% من المواطنين من أصول إستونية قالوا أنهم مسيحيين.

### التوزيع العرقي
| المجموعة الإثنية | مجمل السكان | مجمل المسيحيون | مجمل المسيحيون | لوثريون | لوثريون | معمدانيون | معمدانيون | بروتستانت أخرون | بروتستانت أخرون | أرثوذكس شرقيون | أرثوذكس شرقيون | مؤمنين قدماء | مؤمنين قدماء | كاثوليك | كاثوليك | شهود يهوه | شهود يهوه |
| المجموعة الإثنية | مجمل السكان | تعداد          | %              | تعداد   | %       | تعداد     | %         | تعداد           | %               | تعداد          | %              | تعداد        | %            | تعداد   | %       | تعداد     | %         |
| ---------------- | ----------- | -------------- | -------------- | ------- | ------- | --------- | --------- | --------------- | --------------- | -------------- | -------------- | ------------ | ------------ | ------- | ------- | --------- | --------- |
| إستونيون         | 666,160     | 130,150        | 19.54          | 86,030  | 12.13   | 4,170     | 0.63      | 6,600           | 0.99            | 21,480         | 3.22           | 300          | 0.05         | 2,780   | 0.42    | 1,620     | 0.24      |
| روس              | 269,650     | 142,980        | 62.3           | 960     | 0.42    | 530       | 0.23      | 2,490           | 1.09            | 134,460        | 58.64          | 1,910        | 0.83         | 1,280   | 0.56    | 1,320     | 0.58      |
| أوكرانيون        | 24,960      | 13,540         | 63.2           | 150     | 0.70    | 170       | 0.79      | 680             | 3.18            | 11,900         | 55.58          | —            | —            | 280     | 1.31    | 360       | 1.68      |
| بيلاروسيون       | 11,180      | 6,990          | 71.32          | —       | —       | 20        | 0.20      | 20              | 0.20            | 6,440          | 65.71          | —            | —            | 430     | 4.39    | 80        | 0.82      |
| فنلنديون         | 8,250       | 3,870          | 53.31          | 2,380   | 32.78   | 20        | 0.28      | 20              | 0.28            | 1,040          | 14.33          | —            | —            | —       | —       | 90        | 1.24      |
| لاتفيون          | 3,340       | 1,440          | 49.15          | 260     | 8.87    | 80        | 2.73      | —               | —               | 490            | 16.72          | —            | —            | 470     | 16.04   | —         | —         |
| ألمان            | 1,544       | 632            | 40.76          | 203     | 13.1    | 26        | 1.68      | 31              | 2               | 274            | 17.7           | —            | —            | 78      | 5       | 14        | 0.9       |
| تتار             | 1,993       | 203            | 10.15          | 5       | 0.25    | 4         | 0.2       | 174             | 8.7             | 8              | 0.4            | —            | —            | —       | —       | 7         | 0.35      |

## الطوائف المسيحية

### البروتستانتية

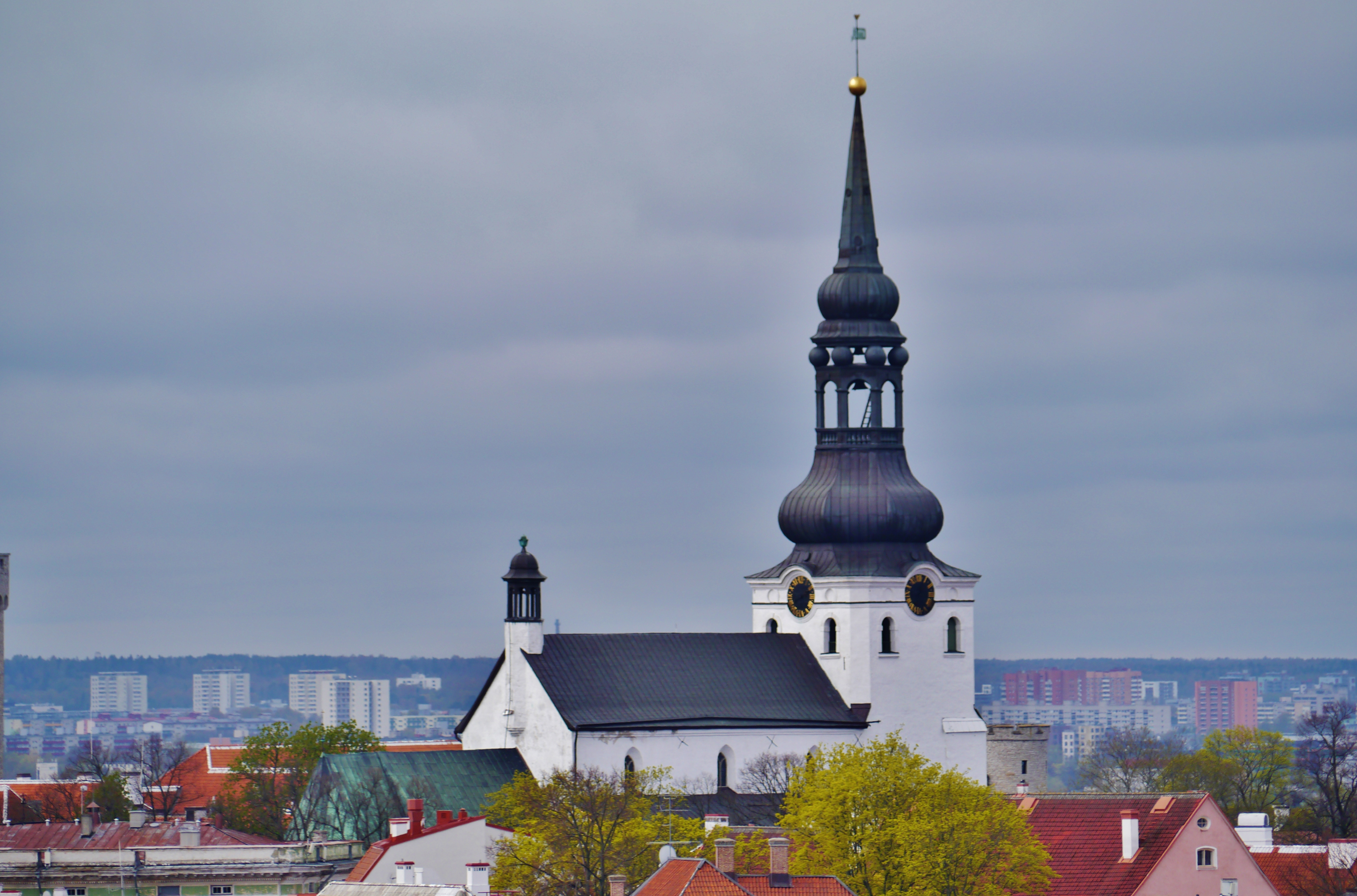
كاتدرائية القديسة مريم اللوثرية في تالين.

منذ عصر الإصلاح البروتستانتي كانت إستونيا تقليديًا بلد بروتستانتي على المذهب اللوثري، وارتبطت الكنيسة الإستونية اللوثرية ارتباطاً وثيقًا مع الكنائس والطبقات الحاكمة السويدية أو الألمانية، وسيطر «الأجانب» على الحياة الدينية المؤسسية حتى أوائل القرن العشرين. خلال سيطرة الإمبراطورية الروسية على البلاد لعبت البروتستانتية دوراً هاماً في النظرة الأخلاقية للعالم للإستونيين، ولا سيما في عملية تمييز أنفسهم عن الروس. قبل الحرب العالمية الثانية، كان حوالي 80% من سكان إستونيا من البروتستانت؛ والغالبية العظمى منهم اتبعت الكنيسة اللوثرية. وكانت تُعتبر الكنيسة الإستونية اللوثرية الكنيسة الوطنية للبلاد. تأسست الكنيسة الإستونية الإنجيلية اللوثرية في عام 1949، عندما هرب التسلسل الهرمي للكنيسة السابق إلى مملكة السويد.
إستونيا اليوم هي دولةتضم على أكبر نسبة من الأشخاص الذين ليس لديهم معتقد ديني في الاتحاد الأوروبي. يعود هذا جزئياً إلى الإجراءات السوفييتية وقمع الدين وفرض الإلحاد. عندما قام الاتحاد السوفيتي بضم إستونيا في عام 1940، تمت مصادرة ممتلكات الكنيسة، وتم ترحيل العديد من اللاهوتيين إلى سيبيريا، ونُفي معظم قادة الكنيسة الإنجيلية اللوثرية، وتم حظر التعليم الديني. كما تم تدمير العديد من الكنائس في ظل الاحتلال الألماني النازي لإستونيا، من عام 1941 حتى عام 1944، وفي الحرب العالمية الثانية (1939-1945)، واضطهد الدين بنشاط في إستونيا تحت الحكم السوفيتي عام 1944 حتى عام 1989، عندما تم إدخال قدر من التسامح. ووفقًا لرينجو رينجفي، «لم يلعب الدين قط دورًا مهمًا في ساحة المعركة السياسيَّة أو الإيديولوجيَّة» وأن «الإتجاهات التي سادت في أواخر الثلاثينيات من القرن العشرين من أجل توثيق العلاقات بين الدولة والكنيسة اللوثرية تم إنهاؤها مع الاحتلال السوفيتي في 1940». ويذكر أيضًا أنه في ظل السياسة السوفيتية والتي إتخذت من الإلحاد العقيدة الرسمية والتي منع خلال هذه الفترة العبادة وتعرض المسيحيين للإضطهاد مما أدّى «إلى كسر سلسلة التقاليد الدينية لدى معظم الأسر».
وفقاً لتعداد السكان عام 2000 أكبر تجمع ديني في البلاد هي الكنيسة اللوثرية الإنجيلية والتي يلتزم بها 152,000 من الاستونيين أو 14.8% من السكان، وهم من الإستونيين عرقيًا بشكل أساسي. ينتمي عدد من السكان في البلاد إلى مذهب الكنيسة المعمدانية والخمسينية والميثودية حيث بلغت النهضات الدينية من سبعينيات القرن التاسع عشر ذروتها في حركات الخمسينية في إستونيا.

### الأرثوذكسية الشرقية

كاتدرائية ألكسندر نفسكي في تالين.

وفقاً لتعداد السكان عام 2000 كان 143,000 نسمة من أتباع المسيحية الأرثوذكسية الشرقية، تمارس بصورة رئيسية من جانب الأقلية الروسية. تاريخياً كانت هناك كنيستان أرثوذكسيتان مسيحيتان في إستونيا - الكنيسة الإستونية الأرثوذكسية، التي كانت جزءًا من بطريركية موسكو، والكنيسة الإستونية الرسولية الأرثوذكسية تحت سلطة بطريركية القسطنطينية المسكونية. منذ عام 1840 تحول العديد من اللوثريين من اللإثنية الإستونية إلى المسيحية الأرثوذكسية مما أدى إلى ظهور الكنيسة الأرثوذكسية في إستونيا، رافقه موجات استيطان الروس في البلاد. في عام 1920، أصبحت الكنيسة الرسولية الأرثوذكسية مستقلة عن البطريرك الروسي تيخون. أدى إعادة احتلال دولة إستونيا من قبل الاتحاد السوفيتي إلى إنهاء الاستقلال الذاتي للكنيسة الإستونية الأرثوذكسية الرسولية، ومع ذلك، تم استعادة الحكم الذاتي في عام 1996 بعد أن استعادت إستونيا استقلالها في ظل الاتحاد السوفيتي، وكان عدد أتباع الكنيسة الإستونية الرسولية الأرثوذكسية خلال الحقبة السوفيتية حوالي 200,000 منهم 80% من الإستونيين الأصليين. في عام 1996 وصل تعداد أتباع هذه الكنيسة إلى حوالي 30,000 نسمة.
تعود بداية الاستيطان الروسي المستمر في ما يعرف الآن بإستونيا إلى أواخر القرن السابع عشر عندما استقر عدة آلاف من المؤمنين الأرثوذكس القدامى الشرقيين، هربًا من الاضطهاد الديني في روسيا، في مناطق كانت آنذاك جزءًا من الإمبراطورية السويدية بالقرب من الساحل الغربي لبحيرة بيبوس. في القرن الثامن عشر، بعد الغزو الإمبراطوري الروسي لمنطقة بحر البلطيق الشمالية، بما في ذلك إستونيا، من السويد في حرب الشمال العظمى (1700-1721)، تبع ذلك فترة ثانية من الهجرة من روسيا. واستقر في البلاد أعداداً متزايدة من الروس حيث استولوا على الوظائف الإدارية واستقروا تدريجياً في تالين والمدن الرئيسية الأخرى. يعتبر الانقسام بين الكنيستين المسيحيتين الأرثوذكسية في إستونيا نسبيًا. يهيمن الإستونيون على الكنيسة الإستونية الرسولية الأرثوذكسية في حين أن غالبية أعضاء الكنيسة الإستونية الأرثوذكسية هم من أصل روسي. التواصل والتعاون بين المؤمنين من الطائفتين الأرثوذكسيتين في إستونيا هو ممارسة اجتماعية ويتم على المستوى الفردي. وفقاً لتعداد السكان عام 2000 كانت الكنيسة الأرثوذكسية ثاني أكبر المذاهب المسيحية في البلاد، بعد الكنيسة اللوثرية. لكن في تعداد عام 2011 وعام 2021 تخطى الأرثوذكس أتباع الكنيسة اللوثرية، وأضحت الكنيسة الأرثوذكسية كبرى الطوائف المسيحية في البلاد وقُدر عدد أتباعها بحوالي 181,770 شخص عام 2021.

### طوائف مسيحية أخرى
وفقًا لتعداد عام 2000 ضمت البلاد على حوالي 5,000 كاثوليكي وحوالي 4,268 من شهود يهوه.

## الإلترام الديني

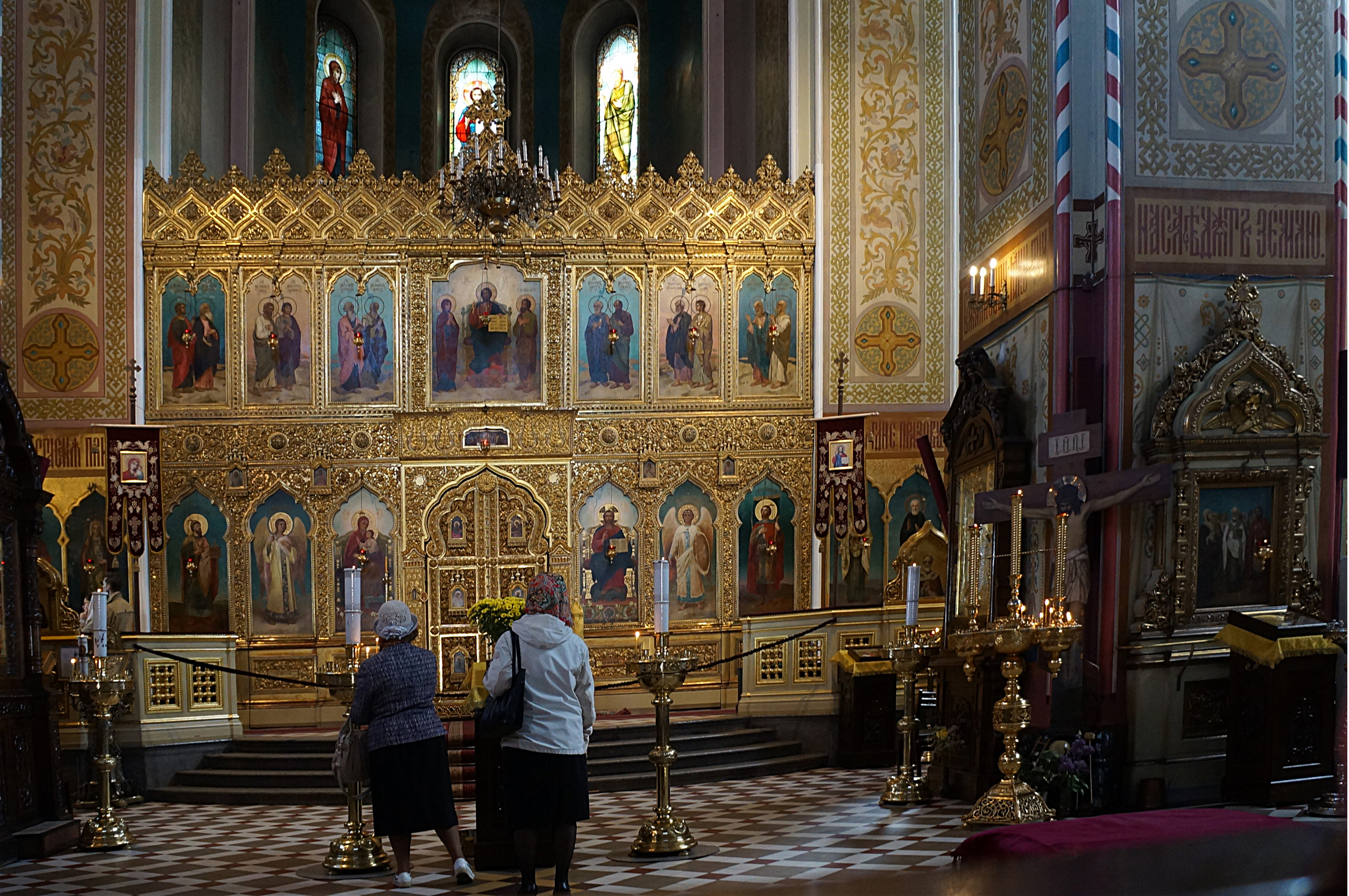
نساء يشعلن الشموع في كاتدرائية ألكسندر نفسكي في مدينة تالين.

وجدت دراسة قامت بها مركز بيو للأبحاث عام 2015 أنَّ حوالي 44% من الإستونيين يؤمنون في الله، وحوالي 31% منهم يعتبرون للدين أهميَّة في حياتهم، وقد وجدت الدراسة التي قامت بها مركز بيو للأبحاث عام 2015 أنَّ حوالي 3% من الإستونيين يُداومون على حضور القداس على الأقل مرة في الأسبوع، بالمقارنة مع 32% يُداومون على على حضور القداس على الأقل مرة في الشهر أو السنة. في حين أنَّ 14% من الإستونيين الأرثوذكس يُداومون على الصلاة يوميًا.
وقد وجدت الدراسة أيضًا أنَّ حوالي 25% من الإستونيين الأرثوذكس يُداوم على طقس المناولة ويصوم حوالي 16% خلال فترات الصوم. ويقدم حوالي 8% منهم الصدقة أو العُشور، ويقرأ حوالي 9% الكتاب المقدس على الأقل مرة في الشهر، في حين يشارك 9% معتقداتهم مع الآخرين. ويملك حوالي 74% من الإستونيين الأرثوذكس أيقونات مقدسة في منازلهم، ويضيء حوالي 86% الشموع في الكنيسة، ويرتدي 59% الرموز المسيحيَّة. عمومًا حصل حوالي 98% من مجمل الإستونيين الأرثوذكس على سر المعمودية، ويقوم 63% من الأهالي الإستونيين الأرثوذكس بالتردد مع أطفالهم للكنائس، ويقوم 9% بإلحاق أولادهم في مؤسسات للتعليم الديني و14% بالمداومة على قراءة الكتاب المقدس والصلاة مع أولادهم.

### الهوية
قال حوالي 15% من الإستونيين أن كون المرء مسيحيًا هو جزءًا «هامًا ومركزي» أو إلى «حد ما» من الهوية الوطنية. وينقسم الإستونيين الأرثوذكس بين أولئك الذين يقولون أن جوهر هويتهم المسيحيَّة هي في المقام الأول مسألة دينيَّة (28%)، وأولئك الذين يقولون أن هويتهم المسيحيَّة مرتبطة أساسًا بالتقاليد العائلية أو الهوية الوطنية (55%)، وأولئك الذين يقولون أنَّ هويتهم المسيحيَّة هي مزيج من الدين والتقاليد العائلية أو الهوية الوطنية (10%).
بحسب الدراسة أعرب حوالي 72% من الإستونيين الأرثوذكس بأنَّ هويتهم المسيحيَّة هي مصدر فخر واعتزاز بالنسبة لهم، في حين قال 46% من الإستونيين الأرثوذكس أنَّ لديهم شعور قوي بالانتماء للمجتمع الأرثوذكسي في العالم، وقال 83% من الإستونيين الأرثوذكس أنَّه سيربي أبناه على الديانة المسيحيَّة. ويرى حوالي 65% من الإستونيين الأرثوذكس أنَّ بطريركية موسكو هي أعلى سلطة دينية في العالم الأرثوذكسي، بالمقارنة مع 7% يرى أنَّ بطريركية القسطنطينية المسكونية هي أعلى سلطة دينيَّة.